# Światowe Igrzyska Halowe w Lekkoatletyce 1985 – bieg na 60 m kobiet
Bieg na 60 metrów kobiet – jedna z konkurencji biegowych rozgrywanych podczas halowych światowych igrzysk lekkoatletycznych w hali Accor Arena w Paryżu. Eliminacje, półfinały i bieg finałowy zostały rozegrane 19 stycznia 1985. Zwyciężyła reprezentantka Niemieckiej Republiki Demokratycznej Silke Gladisch.

## Rezultaty

### Eliminacje
Rozegrano 3 biegi eliminacyjne, do których przystąpiło 14 biegaczek. Awans do półfinałów dawało zajęcie jednego z trzech pierwszych miejsca w swoim biegu (Q). Skład półfinałów uzupełniły trzy zawodniczki z najlepszym czasem wśród przegranych (q).
Opracowano na podstawie materiału źródłowego.
Bieg 1
| Miejsce | Zawodniczka    | Czas | Uwagi |
| ------- | -------------- | ---- | ----- |
| 1       | Silke Gladisch | 7,39 | Q     |
| 2       | Kim Robertson  | 7,45 | Q     |
| 3       | Gillian Forde  | 7,50 | Q     |
| 4       | Noha Samaha    | 7,81 | q, =  |
| 5       | María Báez     | 7,82 | q,    |

Bieg 2
| Miejsce | Zawodniczka         | Czas | Uwagi |
| ------- | ------------------- | ---- | ----- |
| 1       | Christelle Bulteau  | 7,36 | Q     |
| 2       | Ludmiła Kondratjewa | 7,42 | Q     |
| 3       | Alejandra Flores    | 7,70 | Q     |
| 4       | Sabine Seitl        | 7,75 | q     |

Bieg 3
| Miejsce | Zawodniczka      | Czas | Uwagi |
| ------- | ---------------- | ---- | ----- |
| 1       | Heather Oakes    | 7,23 | Q     |
| 2       | Angella Taylor   | 7,65 | Q     |
| 3       | Shen Shu-Foog    | 7,79 | Q     |
| 4       | Elma Muros       | 7,99 |       |
| 5       | Hikmat Bartouche | 8,91 | NR    |

### Półfinały
Rozegrano 2 biegi półfinałowe, w których wystartowało 12 biegaczek. Awans do finału dawało zajęcie jednego z trzech pierwszych miejsc w swoim biegu (Q).
Opracowano na podstawie materiału źródłowego.
Bieg 1
| Miejsce | Zawodniczka         | Czas | Uwagi |
| ------- | ------------------- | ---- | ----- |
| 1       | Ludmiła Kondratjewa | 7,33 | Q     |
| 2       | Christelle Bulteau  | 7,35 | Q     |
| 3       | Kim Robertson       | 7,79 | Q,    |
| 4       | Alejandra Flores    | 7,67 | NR    |
| 5       | Sabine Seitl        | 7,71 |       |
| –       | María Báez          | DNS  |       |

Bieg 2
| Miejsce | Zawodniczka    | Czas | Uwagi |
| ------- | -------------- | ---- | ----- |
| 1       | Heather Oakes  | 7,23 | Q     |
| 2       | Silke Gladisch | 7,24 | Q     |
| 3       | Gillian Forde  | 7,51 | Q     |
| 4       | Angella Taylor | 7,52 |       |
| 5       | Shen Shu-Foog  | 7,64 | NR    |
| 6       | Noha Samaha    | 7,93 |       |

### Finał
Opracowano na podstawie materiału źródłowego.
| Miejsce | Zawodniczka         | Czas | Uwagi |
| ------- | ------------------- | ---- | ----- |
| 1       | Silke Gladisch      | 7,20 |       |
| 2       | Heather Oakes       | 7,21 | PB    |
| 3       | Christelle Bulteau  | 7,34 |       |
| 4       | Ludmiła Kondratjewa | 7,36 |       |
| 5       | Kim Robertson       | 7,43 | =     |
| 6       | Gillian Forde       | 7,59 |       |